# جيسيكا جونغ
جيسيكا جونغ (اسمها الكوري: جونغ سو يون، بالهانغل: 정수연، بالإنجليزية: Jessica Jung بالهانجا: 郑秀 妍، ولدت في 18 أبريل 1989) هي مغنية كورية جنوبية-أمريكية وراقصة وممثلة وعارضة أزياء، وهي تجيد اللغتين الإنجليزية والكورية. وهي عضوة سابقة في فرقة غيرلز جينيريشن ورئيسة ماركة بلانك أند إكلير.

## النشأة
ولدت جيسيكا في 18 أبريل 1989 في سان فرانسيسكو. بينما كانت جيسيكا وشقيقتها كريستال في إجازة في كوريا الجنوبية، تم رصدها في مركز للتسوق من قبل موظف في إس إم إنترتينمنت؛ وأنضمت لاحقاً إلى الشركة في عام 2000. قضت سبع سنوات كمتدربة قبل أن تترسم كعضوة في فرقة الفتيات الكورية غيرلز جينيريشن. درست جيسيكا في المدرسة الكورية الأجنبية كينت خلال مراهقتها. شقيقتها الصغرى، كريستال جونغ، هي عضوة في فرقة إف إكس. ولاحقاً، أصبح للأخوات برنامج تلفزيوني واقعي يدعى جيسيكا وكريستال. لغة جيسيكا الأم هي الإنجليزية الأمريكية وأكتسبت اللغة الكورية بعد انتقالها إلى كوريا الجنوبية في سن الحادي عشر لمتابعة مسيرتها الفنية.

## مسيرتها الفنية

### 2000 - 2013 نشأتها وفرقة سنسد
تنحدر من عائلة كورية مهاجرة لأمريكا وولدت جيسيكا في الولايات المتحدة بسان فرانسيسكو، كاليفورنيا في نفس المستشفى الذي ولدت فيه زميلتها السابقة في غيرلز جينيريشن «تيفاني». كانت لغتها الأم هي الإنجليزية ثم بدأت تعلم اللغة الكورية عندما كان عمرها 11 سنة وبينما كانت في عطلة في كوريا، أثناء تواجدها هي وشقيقتها كريستال في مركز للتسوق تحدث معهما كشافة من شركة إس إم إنترتينمنت وإنضمت إلى الشركة في عام 2000. حيث تم تدريبها لمدة سبع سنوات قبل ظهورها لأول مرة كعضوة في مجموعة غيرلز جينيريشن الكورية. أختها الأصغر إسمها كريستال جونغ، وهي عضوة في مجموعة فتيات كورية تسمى إف إكس أيضا أنشأت بواسطة وكالة إس إم إنترتينمنت.

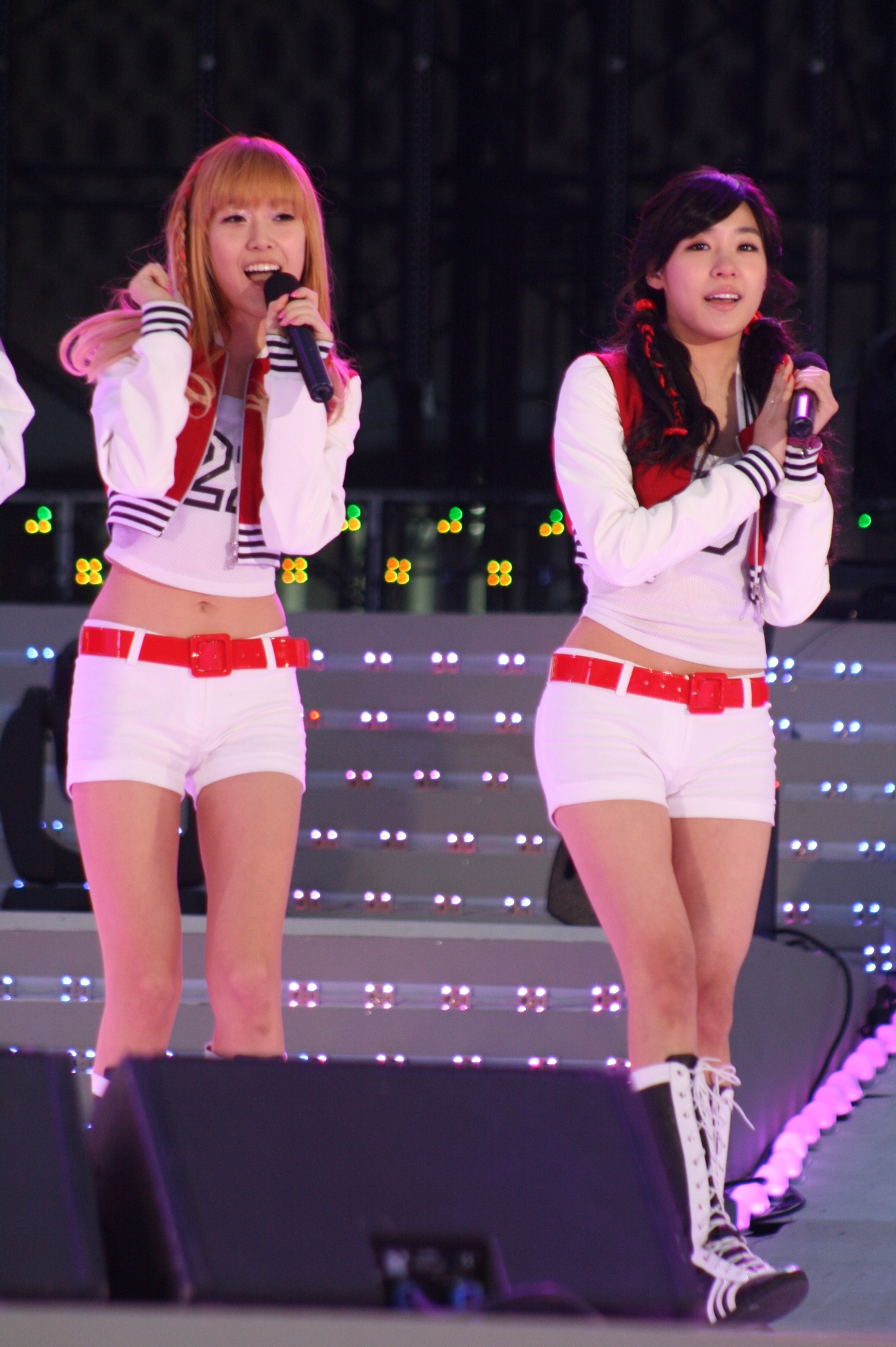
جيسيكا مع تيفاني هوانغ من غيرلز جينيريشن على المسرح في عام 2010

جيسيكا تعتبر أول عضوة تنضم لوكالة إس إم إنترتينمنت من فرقة غيرلز جينيريشن التي ترسمت لاحقاً في 5 أغسطس 2007 بتسعة أعضاء، بالإضافة إلى أنشطتها مع الفرقة، غنت جيسيكا أغنيتين منفردتان مع سوهيون وتيفاني وهي "Oppa Nappa" و"!It's Fantastic"
جيسيكا تعاونت أيضا مع فرقة 8eight في أغنية "I love You" لألبومهم الثاني «إنفنيتي» الذي أصدر في 3 مارس 2008. قامت جيسيكا أيضاً بعمل أغنية بالتعاون مع عضو فرقة (شايني) وهو أونيو بأغنية “One Year Later”
شاركت جيسيكا في برنامج تحدي بلا حدود وقامت بغناء أغنية تعاونية بعنوان "Naengmyeon" مع المقدم بارك ميونغ سوو 
وشاركت جيسيكا بأغنية «سيول» مع سوبر جونيور (ليتوك، سونغمين، كيوهيون، شيون، ريووك وشيندونغ) بالإضافة إلى العضوات الأخريات من سنسد (تايون، سوني، سويونغ وسوهيون).
أصدرت جيسيكا أغنية ديجيتال منفردة في تاريخ 13 أكتوبر 2010 بعنوان “Sweet Delight"، وشاركت أيضاً في غناء أو أس تي لدراما "المدينة الرومانسية" والأغنية بعنوان “Because Tears Are Overflowing” صدرت في تاريخ 18 مايو عام 2011.
قامت جيسيكا بالتمثيل لأول مرة كدور مساعد في دراما «الرومانسية الجامحة» وغنت أغنية لدراما نفسها بعنوان "What to do" بالتعاون مع كيم جين بيو عام 2012.
شاركت بالموسيقى التصويرية لدراما "To The Beautiful You" بأغنية "Butterfly" بالتعاون مع أختها كريستال عام 2012 غنت أغنية Heart road لدراما The King's Dream عام 2012، قامت جيسيكا بغناء أغنية منفردة بعنوان "My Lifestyle" في عام 2012 كأعلان لسيارة هيونداي. وشاركت في موسيقى تصويرية لدراما "Dating Agency: Cyrano" بأغنية عنوانها "The One Like You" في عام 2013.
في عام 2014، أصدرت جيسيكا أغنية «ساي يس» للموسيقى التصويرية لفيلم "Make Your Move" الأغنية كانت بمشاركة أختها كريستال وعضو إكسو السابق كريس، بالإضافة إلى أغنية "Cheap creeper" لنفس الفيلم بالتعاون مع سوني وتايون وتيفاني وسوهيون. وفي أغسطس 2014، أطلقت جيسيكا خط أزياء خاص بها بأسم بلانك، ولكنها غيرت اسمه إلى «بلانك أند إكلير». بعدها ظهرت جيسيكا وشقيقتها كريستال في برنامجهما التلفزيوني الواقعي جيسيكا وكريستال. الذي تم عرضه لأول مرة في 3 يونيو 2014 ويتكون من عشر حلقات.

### 2014: خروجها من فرقة سنسد
في عام 30 سبتمبر 2014 أكد أن العضوة جيسيكا قد خرجت رسمياً من الفرقة وقد أثار هذا الخبر الكثير من الجدل بعد ما لمحت العضوة عن مشاكل بينها وبين الشركة وبقية العضوات، حتى الآن ما زال سبب خروجها غامض رغم أن هناك الكثير من التكهنات من بعض المعحبين أن سبب خروجها هو تكاسلها عن واجبات الفرقة بعد بدء علامتها التجارية فبينما توقع آخرون أن هناك بعض المشاكل بينها وبين العضوات أو الشركة، استمرت جيسيكا بعد خروجها بالتركيز على علامتها التجارية «بلانك أند إكلير» التي بدأتها في نفس سنة خروجها مركزة على جعلها تنمو وتتوسع عالمياً. وفي 1 أكتوبر 2014 أصدرت جيسيكا تصريحاً رسمياً توضح فيه موقفها وقصة طردها من فرقة سنسد، جيسيكا أصدرت هذا التصريح من خلال شركة الموضة خاصتها بلانك أند إكلير حيث قالت:
لقد تم إخطاري بمغادرة فرقة جيل الفتيات من قِبل الوكالة بتاريخ 29 سبتمبر ولا يمكنني إخفاء صدمتي واستيائي من هذا، لذا ها أنا هنا لأكشف لكم عن موقفي.
لطالما وضعت نشاطات فرقة جيل الفتيات قبل تجارتي أو حياتي الشخصية بصفتي واحدة من عضوات فرقة سنسد. على أية حال، على الرغم من جهودي التي قدمتها للفريق، لقد طُلب مني مغادرة الفريق من قِبل الوكالة.
حينما كنت أخطط لتجارتي والتي كنت أمتلك اهتمام كبير فيها منذ البداية، كنت قد استشرت وكالة إس إم بالإضافة إلى عضوات الفرقة بخصوص تحضيراتي في العديد من المرات وطلبت منهم التفهم.
لقد تلقيت الموافقة والإذن من وكالة إس إم والتهاني من عضوات الفرقة حتى وقت إطلاقي لماركة بلانك بداية شهر أغسطس.
على أي حال، بداية شهر سبتمبر، بعد شهر من إطلاق الماركة، غيرن العضوات موقفهن فجأة وعقدن اجتماعاً وقلن لي إما أن أنهي عملي أو أغادر فرقة سنسد من دون أن يقدمن سبباً مبرراً. لقد وضحت لهن بأني كنت قد حصلت بالفعل على الموافقة من الوكالة وبأنني لم أهمل أبداً نشاطات سنسد ولا يمكنني إيقاف تجارتي بشكل مفاجيء بعد شهر بسبب عقدي مع شركائي في التجارة. في النهاية قلت بأنه من الظلم أن يُطالبوني باتخاذ قرار كهذا. أن أكون واحدة من عضوات فرقة سنسد كان أفضل شيء حدث لي في حياتي، ولم أفكر أبداً في الاستقالة.
أنا مصدومة من هذا، لقد التقيت مع المدير التنفيذي للوكالة بتاريخ 16 سبتمبر لأوضح له موقفي، وأخذت منهم مجدداً الموافقة للاستمرار في تجارتي.
على أية حال، وبتاريخ 29 سبتمبر تم إخطاري بمغادرتي لفرقة سنسد. وبسبب هذا أنا لم أتمكن من حضور لقاء المعجبين في الصين بتاريخ 30 سبتمبر، ولقد تم إبعادي أيضاً من نشاطات الفرقة المستقبلية.
لقد تلقيت ألماً عظيماً ولا يمكنني إخفاء حزني من طلب الوكالة وعضوات الفرقة واللتي قضيت معهم 15 سنة واضعة كل جهدي وشغفي أن أغادر فرقة سنسد فقط بسبب أنني بدأت تجارتي.
وأيضاً أريد أن أعتذر لكل لمعجبين لتسببي في إثارة قلقكم. أرجوكم تفهموا بأن هذا الوضع ليس ما أردته على الإطلاق، وبأنني لطالما أحببت فرقة سنسد، وسأستمر بهذا. شكراً لدعمكم وحبكم الدائم لي.
وبعد ذلك أصدرت الفرقة ألبوم ذا بيست وأغنية «ديفاين» كآخر أغنية مع جيسيكا.

### 2015 - الوقت الحاضر: نشاطاتها المنفردة

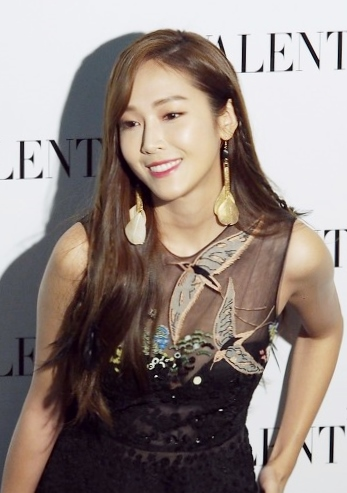
جيسيكا في عام 13 فبراير 2016

في عام 2015 بدأت جيسيكا بالتركيز على علامتها التجارية وعلى مسيرتها في التمثيل، فأخذت دور الرئيسي في الفيلم الصيني «أحب هذه الأشياء الصغيرة المجنونة» مع الممثل ويليام تشن أصدر الفيلم في أغسطس 2016، في تاريخ 6 أغسطس 2015 أصدرت وكالة إس إم إنترتينمنت تقريراً رسمياً يؤكد خروج جيسيكا من الوكالة.
في فبراير 2016 إنضمت جيسيكا لوكالة كوراديل إنترتينمنت، وفي 17 مايو 2016، أصدرت جيسيكا أول ألبوم منفرد لها تحت وكالة كوراديل إنترتينمنت الألبوم كان بعنوان «مع الحب، جي» ويتضمن ستة أغاني بالنسخة الكورية وخمسة أغاني بالنسخة الإنجليزية مع أغنية ترسيمها فلاي التي تعاونت فيها جيسيكا مع مغني الراب الشهير فابولوس وتم تصوير الفيديو كليب في لوس أنجلوس وحصد فيديو كليب فلاي على مليونين مشاهدة على يوتيوب في أقل من 24 ساعة. وأصدرت الاغنية المنفردة الثانية للألبوم "Love Me The Same" بتاريخ 18 مايو 2016.
وفي عام 10 ديسمبر 2016 أصدرت ثاني ألبوم مصغر لها بعنوان «أرض العجائب» مكون من ستة أغاني وأصدر الألبوم بنسختين باللغة الكورية والإنجليزية.
في 14 أبريل 2017 نشرت كوراديل إنترتينمنت عدة صور وفيديوهات تشويقية عن عودة جيسيكا لهذه السنة بأغنية ديجيتال منفردة بعنوان "Because It's Spring" أصدر الفيديو كليب في تاريخ 18 أبريل 2017. في شهر أبريل 2017 نشرت مجلة فوربس قائمة «30 شخص آسيوي تحت الثلاثين 2017» وكانت جيسيكا موجودة في القائمة التي تضم 30 شخصاً مؤثراً تحت سن الثلاثين الذين جعلوا لهم تأثيراً كبيراً في مجالاتهم.
في 9 أغسطس 2017 أصدرت جيسيكا ثالث ألبوم مصغر لها بعنوان «عقدي» بمناسبة احتفالها بالذكرى السنوية العاشرة على ترسيمها. والأغنية الرئيسية تحمل اسم "Summer Storm" التي أصدر الفيديو كليب خاصتها بنفس تاريخ صدور الألبوم.
في يوليو 2017، أقامت جيسيكا أول حفلة موسيقية مصغرة لها بعنوان "On Cloud Nine". كان العرض الأول للجولة في 29 يوليو 2017 فيتايبيه. أقامت جيسيكا عروضاً في سول وأوساكا وطوكيو وهونغ كونغ وبانكوك كجزء من الجولة. أقيم العرض الأخير للجولة في ماكاو في 3 مارس 2018.
في مايو 2018، وقعت جيسيكا عقداً مع وكالة المواهب المتحدة. ستقوم الوكالة بتمثيلها في أمريكا الشمالية في مجال الموسيقى والأفلام والتلفزيون.

## الحياة الشخصية
خلال حفلها الموسيقي في تايوان في يوليو 2017، كشفت جيسيكا أن اسم ميلادها الموجود في جواز سفرها هو «جيسيكا جونغ»، في حين تم الحصول على اسمها الكوري «سو يون» في وقتاً لاحق للضرورة.

## ديسكوغرافيا

### الألبومات المصغرة
- مع الحب، جي (2016)
- أرض العجائب (2016)
- عقدي (2017)

## الحفلات والجولات الموسيقية
- يوم جميل أول لقاء رسمي بالمعجبين في تايلاند (2015)
- جيسيكا فان ميتينغ 2016 جولة آسيا (2016)
- على الغيمة التاسعة: أول كونسرت مصغر (2017/2018)

### المشاركات
- مهرجان الجامعة الكورية (2016)
- أنفلوينس آسيا (2017)
- مهرجان سايغون المائي العالمي (2017)
- مهرجان شاين (2017)

## فيلموغرافيا

### المسلسلات والبرامج التلفزيونية
| السنة | العنوان                    | الدور                           | ملاحظات                                 |
| ----- | -------------------------- | ------------------------------- | --------------------------------------- |
| 2008  | زواج لا يمكن إيقافه        | أحد أميرات بولغوانغ دونغ السبعة | ضيفة                                    |
| 2009  | Tae-hee, Hye-kyo, Ji-hyun! | معلمة اللغة الإنجليزية          | ضيفة (في الحلقة 126)                    |
| 2010  | أوه! سيدتي                 | نفسها                           | ضيفة (في الحلقة 7)                      |
| 2012  | الرومانسية الجامحة         | كانغ- جونغ هي                   | دور مساعد (شاركت في ثماني حلقات)        |
| 2014  | جيسيكا وكريستال            | نفسها                           | برنامج واقعي مع أختها (كريستال جونغ).   |
| 2016  | بيوتي بايبل                | نفسها                           | برنامج تجميلي قدمته مع (كيم جاي كيونغ). |
| 2017  | ميكس ناين                  | نفسها                           | ممثلة لكوراديل إنترتينمنت               |

### الأفلام
| السنة | العنوان                          | الدور           | ملاحظات                             |
| ----- | -------------------------------- | --------------- | ----------------------------------- |
| 2012  | أنا.                             | نفسها           | فلم وثائقي لوكالة إس إم إنترتينمنت. |
| 2016  | أحب هذه الأشياء الصغيرة المجنونة | ياو تشيان تشيان |                                     |
| 2017  | Two Bellmen Three                | ميناه كيم       |                                     |
| 2017  | منزلي الآخر                      | يانغ تشين       | فلم وثائقي لحياة ستيفون ماربوري.    |

### الفيديو كليبات
| السنة                | العنوان                      | المخرج                   | ملاحظات                                                                |               |
| كمغنية منفردة        | كمغنية منفردة                | كمغنية منفردة            | كمغنية منفردة                                                          | كمغنية منفردة |
| -------------------- | ---------------------------- | ------------------------ | ---------------------------------------------------------------------- | ------------- |
| 2015                 | "Gravity"                    | غير معروف                | الأغنية في الأصل لسارا باريلز لكن جيسيكا قامت بغنائها.                 |               |
| 2016                 | "فلاي" بالتعاون مع فابولوس   | تشوي يونغ سيوك           | الأغنية الرئيسية لألبومها المصغر مع الحب، جي                           |               |
| 2016                 | "Love Me The Same"           | تشوي يونغ سيوك           | ثاني أغنية منفردة من ألبومها المصغر مع الحب، جي                        |               |
| 2016                 | "فلاي" (بالتعاون مع فابولوس) | تشوي يونغ سيوك           | النسخة الإنجليزية                                                      |               |
| 2016                 | "أرض العجائب"                | بيومجين                  | الأغنية الرئيسية لثاني ألبوم مصغر "أرض العجائب"                        |               |
| 2017                 | "Because It's Spring"        | غيمبو سترتسفل            |                                                                        |               |
| 2017                 | "Summer Storm"               | كيم يونغ جو، يو سيونغ وو | الأغنية الرئيسية لثالث ألبوم مصغر "عقدي"                               |               |
| الفيديوهات التعاونية |                              |                          |                                                                        |               |
| 2008                 | "Love Hate"                  |                          | بالتعاون مع سوهيون وتيفاني                                             |               |
| 2009                 | "SEOUL"                      |                          | أغنية تعاونية بين سوبر جونيور وغيرلز جينيريشن                          |               |
| 2009                 | "Super Girl"                 | سو مان لي                | أغنية لسوبر جونيور إم                                                  |               |
| 2012                 | "Sherlock"                   | تشو سوهيون               | أغنية لشايني                                                           |               |
| 2016                 | "Love! Love! Aloha!"         |                          | أو أس تي بالتعاون مع ويليام تشن لفيلم أحب هذه الأشياء الصغيرة المجنونة |               |

## المسرحيات الموسيقية
| السنة                | العنوان                   | الدور     | ملاحظات              |
| -------------------- | ------------------------- | --------- | -------------------- |
| 2007                 | Cutie Honey- Mini Musical | ظهور بسيط | مثلت مع يوري وهيويون |
| 2009–2010; 2012–2013 | Legally Blonde            | إلي وودز  | دور رئيسي            |

## الجوائز والترشيحات

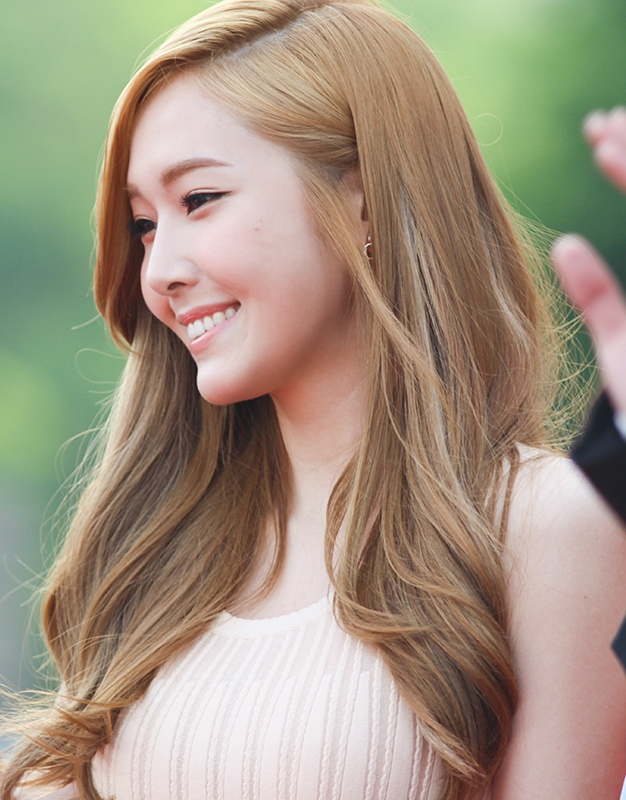
جيسيكا جونغ في حفل توزيع الجوائز الموسيقية 2013

| 2012                                      | جوائز باربي وكين                                 | جائزة باربي الكورية                       | كنفسها                    | فوز |
| 2012                                      | جوائز إس بي إس إم.تي.في بيست أوف ذا بيست الثانية | أفضل ضيفة                                 | فيديو كليب شايني Sherlock | رُشِّح |
| 2013                                      | الجوائز الموسيقية السابعة                        | جائزة الأكثر شهرة                         | مسرحية Legally Blonde     | فوز |
| 2013                                      | جوائز سيوول 8 العالمية للدراما                   | أكثر أغنية دراما مشهورة (مع كريستال جونغ) | أغنية Butterfly           | رُشِّح |
| 2014                                      | جوائز أيقونة الستايل السابعة                     | توب 10 أيقونة الستايل (مع كريستال جونغ)   | جيسيكا و كريستال          | رُشِّح |
| 2014                                      | ميش هيلز مشاهير العالم برو-أي إم 2014            | جائزة الأكثر شهرة                         | نفسها                     | فوز |
| 2014                                      | جوائز ياهو! الآسيوية                             | أكثر فنانة كورية بحثاً                     | نفسها                     | فوز |
| 2014                                      | جوائز سوهو للموضة                                | أيقونة الموضة الآسيوية                    | نفسها                     | فوز |
| 2015                                      | جوائز ياهو! الآسيوية                             | جائزة الآسيوية الأكثر شهرة                | نفسها                     | فوز |
| 2016                                      | جوائز يينيويتاي مخطط ڤي الرابعة                  | جائزة أكثر فنان كوري صاعد                 | نفسها                     | فوز |
| 2017                                      | جوائز الفاشونيستا 2017                           | الأيقونة العالمية                         | نفسها                     | رُشِّح |
| قائمة تي سي كاليندر لأجمل 100 وجه بالعالم |                                                  |                                           |                           |     |
| 2011                                      | قائمة النقاد المستقلين 22                        | أجمل 100 وجه لعام 2011                    | نفسها                     | #45 |
| 2012                                      | قائمة النقاد المستقلين 23                        | أجمل 100 وجه لعام 2012                    | نفسها                     | #5  |
| 2013                                      | قائمة النقاد المستقلين 24                        | أجمل 100 وجه لعام 2013                    | نفسها                     | #20 |
| 2014                                      | قائمة النقاد المستقلين 25                        | أجمل 100 وجه لعام 2014                    | نفسها                     | #35 |
| 2015                                      | قائمة النقاد المستقلين 26                        | أجمل 100 وجه لعام 2015                    | نفسها                     | #57 |
| 2016                                      | قائمة النقاد المستقلين 27                        | أجمل 100 وجه لعام 2016                    | نفسها                     | #49 |
| 2017                                      | قائمة النقاد المستقلين 28                        | أجمل 100 وجه لعام 2017                    | نفسها                     | #69 |

## روابط خارجية
- جيسيكا جونغ على موقع IMDb (الإنجليزية)
- جيسيكا جونغ على موقع ميوزك برينز (الإنجليزية)
- جيسيكا جونغ على موقع ديسكوغز (الإنجليزية)
- جيسيكا جونغ على موقع قاعدة بيانات الفيلم (الإنجليزية)